# Espaubourg
Espaubourg é uma comuna francesa na região administrativa de Altos da França, no departamento de Oise. Estende-se por uma área de 5,99 km². Em 2010 a comuna tinha 511 habitantes (densidade: 85,3 hab./km²).